# アビアンカ・エクスプレス
アビアンカ・エクスプレス (Avianca Express) は、コロンビアの首都ボゴタを拠点にする航空会社。アビアンカ航空の子会社である。国内の地方空港間など旅客数の少ない路線を担当している。機材はATR 72を使用している。